# Василь зі Львова
Василь зі Львова — український мистець (художник), який працював у 1659—1687 роках. Придворний мистець короля Яна ІІІ Собеського.
Роботи
- портрет Яна ІІІ Собеського (галерея Уффіці, Флоренція)
- епізоди польсько-турецької війни в костелі у м. Жовква
- ікони Крехівського монастиря

Вважають, що він міг бути автором деяких робіт збірки живопису Бережанського замку